# 107 Геркулеса
107 Геркулеса (лат. 107 Herculis), t Геркулеса (лат. t Herculis), HD 168914 — одиночная звезда в созвездии Геркулеса на расстоянии приблизительно 267 световых лет (около 81,9 парсек) от Солнца. Видимая звёздная величина звезды — +5,18m. Возраст звезды определён как около 727 млн лет.

## Характеристики
107 Геркулеса — белая звезда спектрального класса A7V, или A5IV, или A5. Масса — около 1,6 солнечной, радиус — около 4,02 солнечных, светимость — около 48,295 солнечных. Эффективная температура — около 7155 K.

## Планетная система
В 2019 году учёными, анализирующими данные проектов HIPPARCOS и Gaia, у звезды обнаружена планета.